# Festival di Sanremo 1971
Il ventunesimo Festival di Sanremo si svolse al Salone delle feste del Casinò di Sanremo dal 25 al 27 febbraio 1971 con la conduzione degli attori Carlo Giuffré ed Elsa Martinelli.
Fu l'ultima edizione in cui i brani in gara venivano presentati da una coppia di interpreti. La doppia interpretazione tornerà nei Festival del 1990 e 1991, ma in quei due casi si trattava solamente di cover di ospiti stranieri fuori concorso, abbinati agli interpreti italiani in gara.
A vincere fu Il cuore è uno zingaro, cantata da Nada e Nicola Di Bari.
Le rivelazioni dell'edizione furono Lucio Dalla (accoppiato con l'Equipe 84) con la canzone 4 marzo 1943 (data di nascita del cantautore bolognese; in effetti, Dalla dovette cambiare il titolo originale del brano, ovvero Gesù Bambino, a causa della censura, che impose anche la modifica di alcune parti del testo), e la coppia formata dai Ricchi e Poveri e dall'allora star internazionale José Feliciano, il quale portò nelle classifiche di tanti paesi nel mondo la canzone Che sarà, classificatasi seconda al Festival, anche nelle versioni in inglese e in spagnolo (sempre cantate da lui).
Adriano Celentano, vincitore l'anno precedente insieme a sua moglie, si presentò al Festival con il brano Sotto le lenzuola, in coppia con il Coro Alpino Milanese, fermandosi al 5º posto: fu la prima volta in assoluto che un brano in gara venisse eseguito a cappella sul palco della manifestazione. Tale evento si sarebbe ripetuto solo ventiquattro anni più tardi, quando i Neri per Caso parteciparono (nella categoria Nuove Proposte) con il brano Le ragazze. Anche l'esibizione di Antoine si concluse con una trovata spettacolare poco frequente all'epoca: al termine della sua interpretazione di Il dirigibile (presentata assieme ad Anna Identici), il cantante franco-malgascio fu sollevato in aria da un cavo d'acciaio fino a scomparire, simulando un'alzata in volo. Ciononostante, la canzone non arrivò alla serata finale.
Fu la prima edizione alla quale prese parte Paolo Conte, nella veste di autore (nello specifico di Santo Antonio, Santo Francisco cantata dai Mungo Jerry e Piero Focaccia). Da notare inoltre che la domenica prima dell'inizio del Festival, la canzone L'ora giusta (presentata in gara da Edda Ollari e Lorenza Visconti) fu mandata in onda nell'esecuzione di Orietta Berti nel corso del programma Prossimamente, programmi per sette sere, fatto che avrebbe potuto portare alla squalifica del brano in quanto non inedito. L'episodio, tuttavia, non ebbe conseguenze.
La manifestazione, come era frequente per gli eventi mondani dell'epoca, non fu risparmiata dalle contestazioni di piazza: un gruppo di studenti maoisti, riunitosi di fronte al Casinò per scongiurare lo sfratto di una famiglia di immigrati, si spinse fin dentro il bar del Casinò "armato" di uova marce, pomodori e carciofi che vennero lanciati sul pubblico in arrivo, sfiorando lo scontro con le forze dell'ordine in stato d'allerta. Un altro gruppo di studenti di un movimento pacifista si presentò davanti al teatro esponendo cartelli in cui chiedevano non già l'abolizione ma la riforma e lo "svecchiamento" del Festival. Tra gli esclusi dalla manifestazione, I Nuovi Angeli con Donna felicità, scritta da Roberto Vecchioni.

## Partecipanti

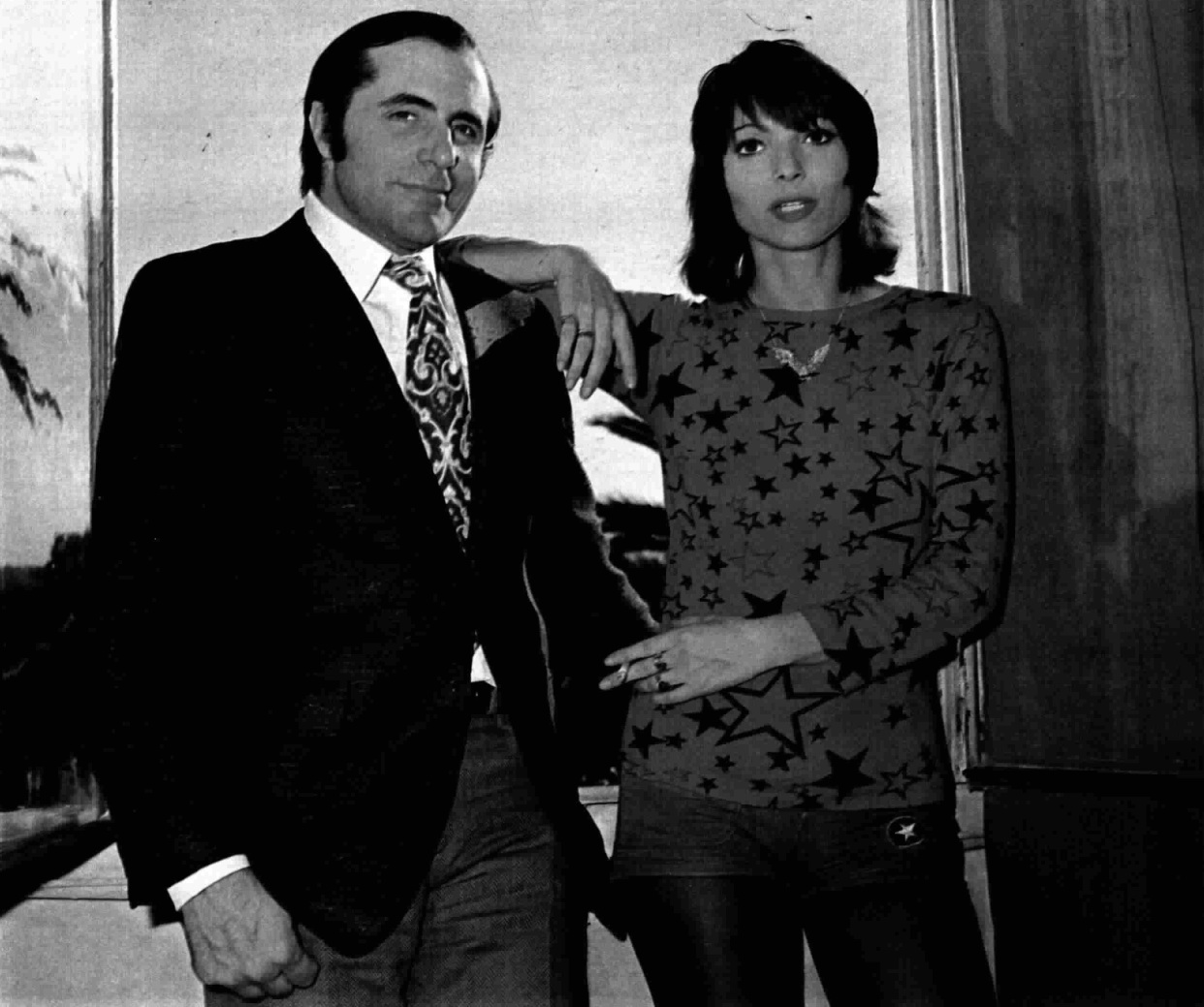
I presentatori del Festival Carlo Giuffré e Elsa Martinelli

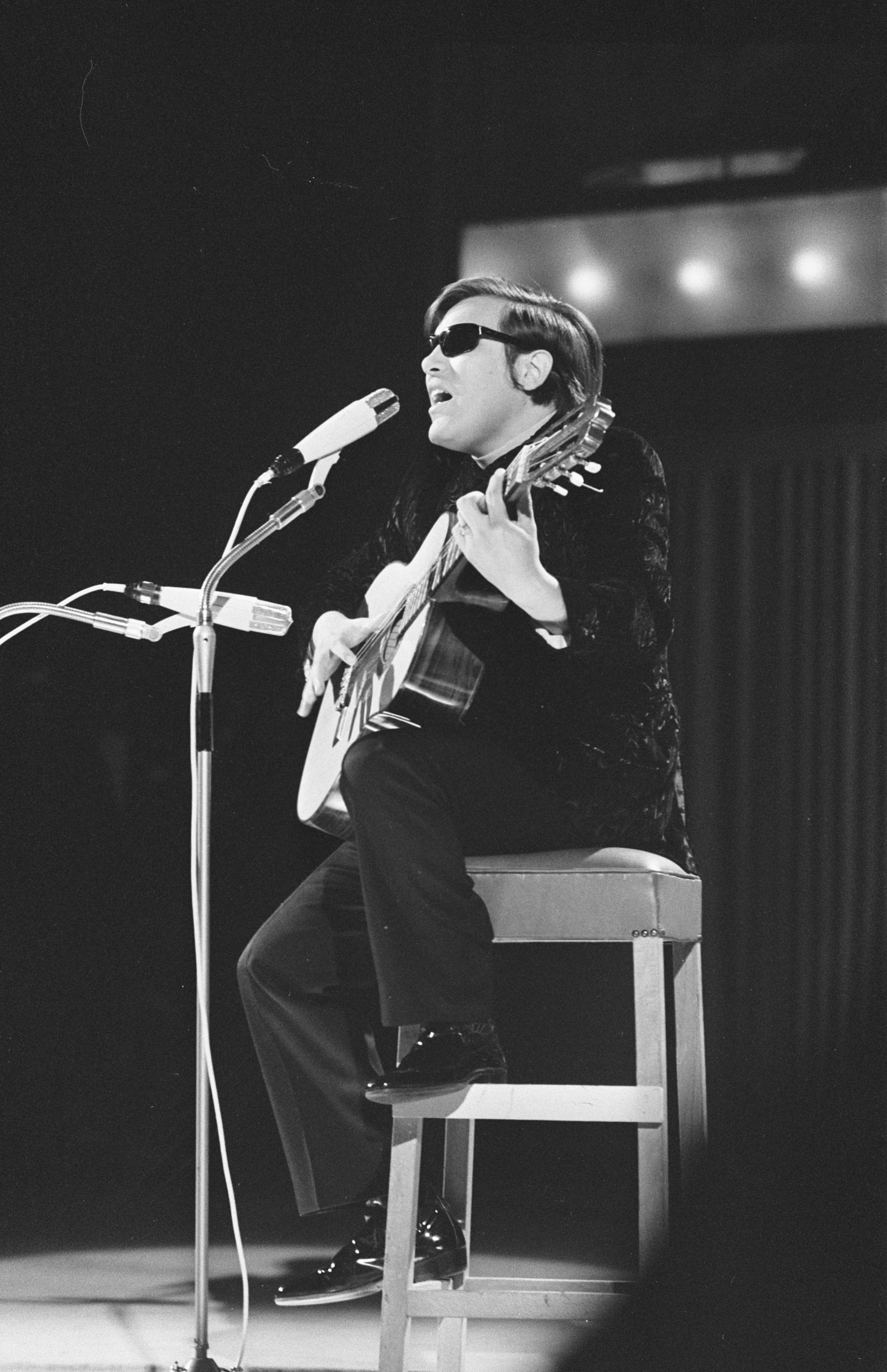
José Feliciano, star internazionale al festival con Che sarà

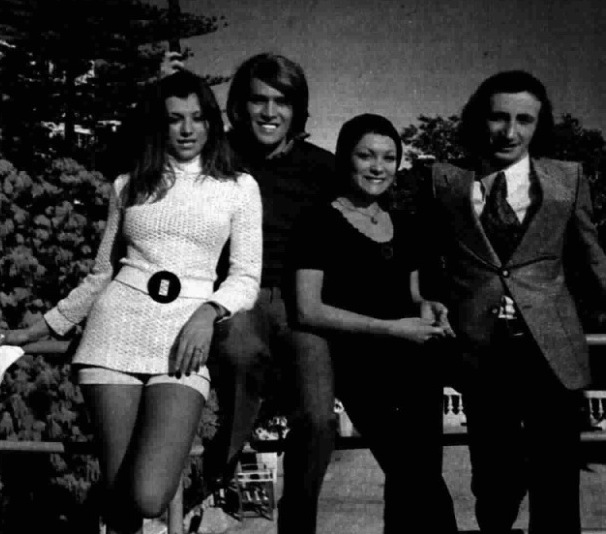
I Ricchi e Poveri, partecipanti al festival con Che sarà

Lucio Dalla al Festival, lancia 4/3/43

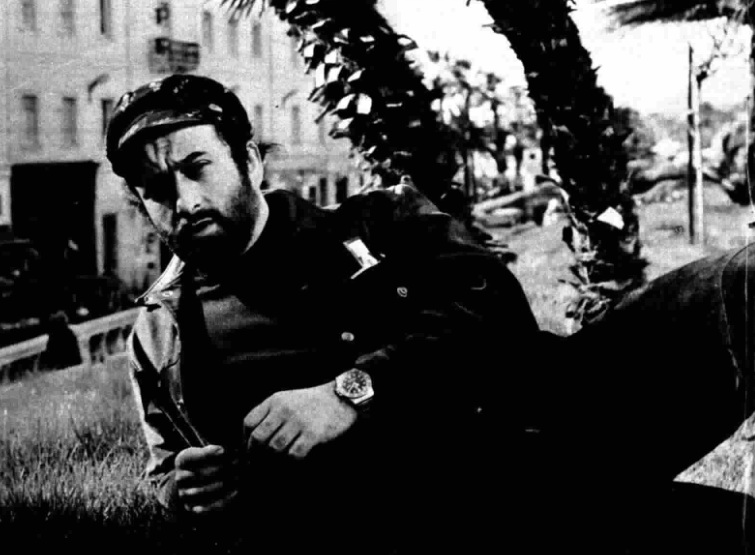
Lucio Dalla prima della esibizione del Festival

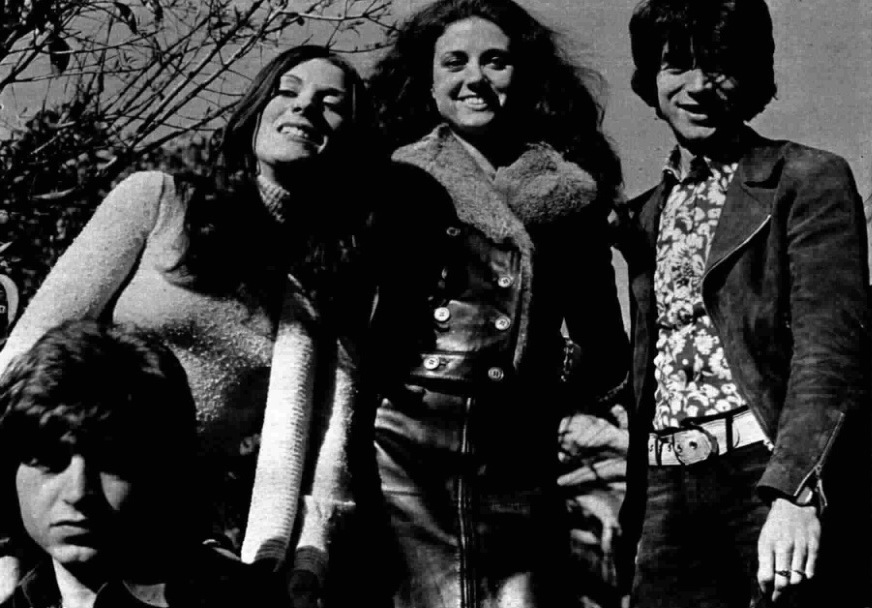
Sergio Menegale, Caterina Caselli, Gigliola Cinquetti e Don Backy al Festival

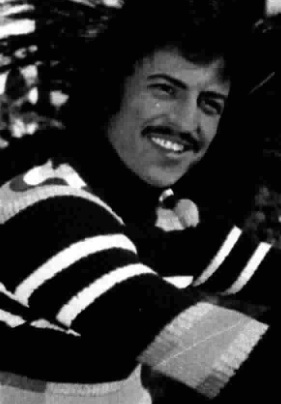
Jordan al Festival

| Interprete                  | Ultime partecipazioni al Festival |
| --------------------------- | --------------------------------- |
| Adriano Celentano           | 1970                              |
| Aguaviva                    | Esordienti                        |
| Al Bano                     | 1968                              |
| Anna Identici               | 1970                              |
| Antoine                     | 1970                              |
| Carmen Villani              | 1970                              |
| Caterina Caselli            | 1970                              |
| Coro Alpino Milanese        | Esordienti                        |
| Dik Dik                     | 1970                              |
| Domenico Modugno            | 1968                              |
| Don Backy                   | 1969                              |
| Donatello                   | 1970                              |
| Edda Ollari                 | Esordiente                        |
| Equipe 84                   | 1966                              |
| Fabio Trioli                | Esordiente                        |
| Formula 3                   | Esordienti                        |
| Gens                        | 1970                              |
| Gianni Nazzaro              | 1970                              |
| Gigliola Cinquetti          | 1970                              |
| I Giganti                   | 1968                              |
| Jordan e Middle of The Road | Esordiente                        |
| José Feliciano              | Esordiente                        |
| Little Tony                 | 1970                              |
| Lorenza Visconti            | Esordiente                        |
| Lucio Dalla                 | 1967                              |
| Mal                         | 1970                              |
| Marisa Sannia               | 1970                              |
| Mark e Martha               | Esordienti                        |
| Mau Cristiani               | Esordiente                        |
| Maurizio & Fabrizio         | Esordienti                        |
| Mungo Jerry                 | Esordienti                        |
| Nada                        | 1970                              |
| New Trolls                  | 1969                              |
| Nicola Di Bari              | 1970                              |
| Nino Ferrer                 | 1970                              |
| Nomadi                      | Esordienti                        |
| Paolo Mengoli               | 1970                              |
| Peppino Di Capri            | 1967                              |
| Piero Focaccia              | 1964                              |
| Pino Donaggio               | 1970                              |
| Pio                         | 1970                              |
| Protagonisti                | Esordienti                        |
| Ray Conniff                 | Esordiente                        |
| Ricchi e Poveri             | 1970                              |
| Rosanna Fratello            | 1970                              |
| Sergio Endrigo              | 1970                              |
| Sergio Menegale             | Esordiente                        |
| Wallace Collection          | Esordienti                        |

## Classifica, canzoni e cantanti
| Posizione | Interprete                               | Canzone                       | Autori                                     | Voti ricevuti |
| --------- | ---------------------------------------- | ----------------------------- | ------------------------------------------ | ------------- |
| 1º        | Nada - Nicola Di Bari                    | Il cuore è uno zingaro        | F. Migliacci e C. Mattone                  | 357           |
| 2º        | Ricchi e Poveri - José Feliciano         | Che sarà                      | F. Migliacci, C. Pes e J. Fontana          | 316           |
| 3º        | Lucio Dalla - Equipe 84                  | 4 marzo 1943                  | L. Dalla e P. Pallottino                   | 297           |
| 4º        | Donatello - Marisa Sannia                | Com'è dolce la sera           | L. Albertelli e E. Riccardi                | 134           |
| 5º        | Adriano Celentano - Coro Alpino Milanese | Sotto le lenzuola             | L. Beretta, M. Del Prete e A. Celentano    | 115           |
| 6º        | Domenico Modugno - Carmen Villani        | Come stai?                    | R. Pazzaglia e D. Modugno                  | 95            |
| 7º        | Don Backy - Gianni Nazzaro               | Bianchi cristalli sereni      | A. Caponi                                  | 76            |
| 8º        | Al Bano - Aguaviva                       | 13, storia d'oggi             | V. Pallavicini e A. Carrisi                | 69            |
| 9º        | Gigliola Cinquetti - Ray Conniff         | Rose nel buio                 | L. Pilat, M. Panzeri e D. Pace             | 58            |
| 10º       | Caterina Caselli - Dik Dik               | Ninna nanna (Cuore mio)       | L. Albertelli e E. Riccardi                | 56            |
| 11º       | Pino Donaggio - Peppino Di Capri         | L'ultimo romantico            | V. Pallavicini e P. Donaggio               | 50            |
| 12º       | Little Tony - Formula 3                  | La folle corsa                | Mogol e C. Donida                          | 43            |
| 13º       | Sergio Endrigo - New Trolls              | Una storia                    | S. Endrigo                                 | 30            |
| 14º       | Sergio Menegale - Wallace Collection     | Il sorriso il paradiso        | S. Menegale e G. D'Errico                  | 18            |
| NF        | Rosanna Fratello - Nino Ferrer           | Amsterdam                     | D. Pace, M. Panzeri e P. Calvi             |               |
| NF        | Maurizio & Fabrizio - Protagonisti       | Andata e ritorno              | D. Renzetti e L. Albertelli                |               |
| NF        | Paolo Mengoli - Mark e Martha            | I ragazzi come noi            | E. Lombardi e Antonio Balducci             |               |
| NF        | Antoine - Anna Identici                  | Il dirigibile                 | L. Albertelli e M. Fabrizio                |               |
| NF        | I Giganti - Fabio Trioli                 | Il viso di lei                | Baracuda, V. Tempera e S. Scandolara       |               |
| NF        | Jordan e i middle of the road - Gens     | Lo schiaffo                   | G. Deriu e V. Barsanti                     |               |
| NF        | Edda Ollari - Lorenza Visconti           | L'ora giusta                  | C. Conti, D. Pace, M. Panzeri e G. Argenio |               |
| NF        | Nomadi - Mal                             | Non dimenticarti di me        | Mogol e M. Lavezzi                         |               |
| NF        | Pio - Mau Cristiani                      | Occhi bianchi e neri          | E. Sciorilli, A. Testa e M. Del Prete      |               |
| NF        | Piero Focaccia - Mungo Jerry             | Santo Antonio Santo Francisco | V. Pallavicini e P. Conte                  |               |

## Regolamento
Due interpretazioni per brano, 14 brani qualificati per la serata finale.

## Sigla
La sigla è di Carlo Giuffré, presentatore del Festival, intitolata Dichiarazione d'amore.

## Orchestra
Orchestra diretta dai maestri: Gianfranco Monaldi, Willy Brezza, Ruggero Cini, Nando De Luca, Claudio Fabi, Elvio Favilla, Detto Mariano, Natale Massara, Franco Micalizzi, Renato Angiolini, Pepe Nieto, Franco Orlandini, Paolo Ormi, Sergio Parisini, Angel Pocho Gatti, Gian Franco Reverberi, Vince Tempera, Vito Tommaso, Paolo Tomelleri.

## Piazzamenti in classifica dei singoli
| Interprete                       | Singolo                  | Pos.Massima | Pos.Annuale |
| -------------------------------- | ------------------------ | ----------- | ----------- |
| Lucio Dalla e l'Equipe 84        | 4 marzo 1943             | 1           | 9           |
| Nicola Di Bari e Nada            | Il cuore è uno zingaro   | 2           | 16          |
| Ricchi e Poveri e José Feliciano | Che sarà                 | 2           | 21          |
| Adriano Celentano                | Sotto le lenzuola        | 4           | 17          |
| Al Bano                          | 13, storia d'oggi        | 6           | 39          |
| Domenico Modugno                 | Come stai?               | 8           | 60          |
| Donatello                        | Com'è dolce la sera      | 11          | 54          |
| Don Backy                        | Bianchi cristalli sereni | 13          | 66          |
| Little Tony e Formula 3          | La folle corsa           | 15          | 75          |
| Gigliola Cinquetti               | Rose nel buio            | 7           | 65          |

## Organizzazione e direzione artistica
Gianni Ravera e Ezio Radaelli